# Myiopharus moestus
Myiopharus moestus là một loài ruồi trong họ Tachinidae.